# Drita Halimi-Statovci
Drita Halimi-Statovci, född den 14 april 1945 i Gjilan i Kosovo i Jugoslavien, är en albansk forskare och etnolog.
Drita Halimi-Statovci studerade vid universitet i Zagreb i Kroatien där hon 1981 avlade doktorsexamen. Hon blev 1977 anställd vid Albanologiska institutet och är för närvarande[när?] chef för etnologiska institutionen vid universitetet i Pristina. Hon har även varit ledamot av Kosovos parlament.
Drita Halimi-Statovci har givit ut skrifter kring etnologisk forskning.